# Scylax de Caryanda
Pour les articles homonymes, voir Scylax et Caryanda.
Cet article concerne le navigateur du VIe siècle av. J.-C.. Pour le Périple du IVe siècle av. J.-C., voir Périple du Pseudo-Scylax.
Scylax de Caryanda ou Scylax de Caryande est un navigateur grec originaire de Carie qui vécut au VIe siècle av. J.-C.

## Son voyage
Selon Hérodote, il fut chargé par Darius Ier d'une exploration qui devait le conduire du delta de l'Indus jusqu'aux côtes de l'Arabie, c’est-à-dire la Libye actuelle. Parti de Caspatyre, dans la Pactyice (lieux non identifiés), il aurait lors de son voyage exploré les côtes de la mer Rouge (notamment Érythrée) vers 508. Le voyage aurait duré trente mois, cette longue durée étant peut-être justifiée par une mousson contraire.

## Son œuvre
Aucun texte ne nous est parvenu et on a même douté que ce voyage ait jamais eu lieu, mais le livre qui porte son nom, le Périple (« Circumnavigation »), ne peut pas lui être attribué ; c'est l’œuvre du Pseudo-Scylax. Ce Périple conservé est beaucoup plus tardif, il date du IVe siècle av. J.-C., peut-être des environs de 330.
Ce voyageur est cité par le géographe Hécatée de Milet et par d'autres auteurs plus récents. Au IVe siècle av. J.-C., Aristote indique que d’après Scylax, les rois indiens avaient une grande supériorité tant corporelle qu’intellectuelle sur leurs sujets. On sait que ce récit, qui contient des descriptions des mirabilia indiens, a contribué à forger une vision merveilleuse de l'Inde dans l'imaginaire collectif grec de l'Antiquité classique et au-delà.
Vers 228, Athénée de Naucratis évoque les « kynara » (ou « kinara », artichauts à l'état sauvage) dans Les Deipnosophistes. Citant Scylax (ou Polémon d'Ilion), il parle d'une région de la vallée de l'Indus bien irriguée, environnée de montagnes, sur lesquelles poussent des artichauts et beaucoup d'autres plantes. L'archéologue David Bivar estime que cette description correspond à celle des gorges d'Attock au Pakistan. Ni Caspatyre, ni la Pactyice, n'ont été formellement identifiés. Cependant, le spécialiste remarque que « Caspatyrus » a été écrit postérieurement « Caspapyrus » par Hécatée de Milet. Bivar estime que ces deux noms semblent avoir été des écritures fautives de « Paskapyrus », une orthographe grecque connue du nom de Peshawar (Pakistan). Il est donc possible que Scylax ait commencé par naviguer vers l'est le long de la rivière Kaboul et a continué vers le sud après la confluence avec l'Indus près d'Attock.

### Études et éditions de fragments
- (en) Philip Kaplan, « Skylax of Karyanda (709) », dans Brill's New Jacoby [Brill Online], sous la dir. de Ian Worthington (de), Leyde, 2009 (en ligne).
- Didier Marcotte (trad. du grec ancien), Les Géographes grecs, t. I, Paris, les Belles lettres, 2000, 310 p. (ISBN 2-251-00487-4), p. XXVI-XXVII et LXXVII-LXXXIV (Introduction générale Pseudo-Scymnos, Circuit de la terre).
- (en) Guido Schepens, « Skylax of Karyanda », dans FGrHist 1000 (= 709), t. IV A: Biography. I. The Pre-Hellenistic Period, Leyde, 1998, p. 4-27 (concordance).
- (la) et (grc) Karl Müller, « Scylax Caryandensis », dans Fragmenta historicorum graecorum, 3, Paris, 1849, p. 183 (en ligne ; texte seul).

### Dictionnaires
- Friedrich Gisinger (de) (1888–1964), dans Realencyclopädie der classischen Altertumswissenschaft, 3A 1 (1927), s.v. « Skylax (2) », col. 619-646 (en ligne).
- Dictionnaire de l'Antiquité, Paris, PUF, 2008, 2357 p. (ISBN 978-2-13-050580-8)
- Dictionnaire de l'Antiquité : mythologie, littérature, civilisation, Paris, Robert Laffont, 1993 (1re éd. 1937), 1066 p. (ISBN 978-2-221-06800-7), p. 907-908